# Кар (Италия)
Кар (фр. Quart, франкопров. Caa) — коммуна в Италии, располагается в автономном регионе Валле-д’Аоста.
Население составляет 3456 человек (2008 г.), плотность населения составляет 56 чел./км². Занимает площадь 62 км². Почтовый индекс — 11020. Телефонный код — 0165.
Покровителем коммуны почитается святой Евсевий Верчелльский, празднование 2 августа.

## Демография
Динамика населения: